# Kenya Maeshiro
Kenya Maeshiro (真栄城 兼哉 Maeshiro Kenya?), född 7 februari 1995 i Okinawa prefektur, är en japansk fotbollsspelare.
Maeshiro började sin karriär 2013 i FC Ryukyu. Han spelade 22 ligamatcher för klubben. Han avslutade karriären 2014.